# (4525) Johnbauer
(4525) Johnbauer es un asteroide perteneciente al cinturón de asteroides, descubierto el 15 de mayo de 1982 por Eleanor F. Helin y sus compañeros también astrónomos Eugene Shoemaker y Peter D. Wilder desde el Observatorio del Monte Palomar, Estados Unidos.

## Designación y nombre
Designado provisionalmente como 1982 JB3. Fue nombrado Johnbauer en homenaje al profesor de astronomía "Juan Bauer" que enseñó astronomía y física en San Diego City College durante 37 años.

## Características orbitales
Johnbauer está situado a una distancia media del Sol de 0,201 ua, pudiendo alejarse hasta 0,238 ua y acercarse hasta 2,572 ua. Su excentricidad es Value y la inclinación orbital 2,054 grados. Emplea 0 días en completar una órbita alrededor del Sol.

## Características físicas
La magnitud absoluta de Johnbauer es 13,4. Tiene 10,118 km de diámetro y su albedo se estima en 0,034.